# 양방 (전한)
양방(梁放, ? ~ ?)은 전한 말기의 제후로, 하동군 평양현(平陽縣) 사람이다.

## 생애
건시 2년(기원전 31년), 아버지 양희의 뒤를 이어 합양후(合陽侯)에 봉해졌다. 이후의 기록은 없으며, 원시 5년(5년)에 양맹이 양희의 손자로서 작위를 회복하였다는 기록이 있는 것으로 보아, 합양후 작위는 도중에 폐지되었던 것으로 여겨진다.
양삭 원년(기원전 24년)에 종정 유순이 합양후의 아들을 관직에 앉히는 비리를 저질러 면직되었는데, 시기상 당시의 합양후는 양방이고, 이 일로 작위를 잃은 것으로 여겨진다.

## 출전
- 반고, 《한서》 권17 경무소선원성공신표·권19하 백관공경표 下

| 선대 아버지 합양애후 양희 | 전한의 합양후 기원전 31년 ~ 기원전 24년? | 후대 (28년 후?) 양맹 |